# Spoorlijn Saint-Florent-sur-Cher - Issoudun
De spoorlijn Saint-Florent-sur-Cher - Issoudun was een Franse spoorlijn van Saint-Florent-sur-Cher naar Issoudun. De lijn was 21,5 km lang en heeft als lijnnummer 691 000.

## Geschiedenis
De lijn werd geopend door de Compagnie du chemin de fer de Paris à Orléans op 18 december 1893. Personenvervoer werd opgeheven op 1 december 1933. Goederenvervoer tussen Saint-Florent-sur-Cher en was er tot Civray tot 9 mei 1948, tussen Civray en Chârost tot 4 oktober 1959 en tussen Chârost en Issoudun tot 3 april 1972. Alleen een klein gedeelte in Issoudun is nog in gebruik als aansluiting voor een landbouwcoöperatie.

## Aansluitingen
In de volgende plaatsen is of was er een aansluiting op de volgende spoorlijnen:
Saint-Florent-sur-Cher
RFN 695 000, spoorlijn tussen Bourges en Miécaze
Issoudun
RFN 590 000, spoorlijn tussen Les Aubrais-Orléans en Montauban-Ville-Bourbon